# Komodomys rintjanus
Komodomys rintjanus es una especie de roedor de la familia Muridae.

## Distribución geográfica
Se encuentra sólo en Indonesia, en Rinca, Padar, Kawula, Pantar y Flores (islas menores de la Sonda).

## Hábitat
Su hábitat natural es: Clima tropical o subtropical, bosques áridos.

## Estado de conservación
Se encuentra amenazada de extinción por la pérdida de su hábitat natural.